# 根木靖夫
根木 靖夫（ねき やすお、7月21日 - ）は、日本の歌手、タレント、作詞家。身長174cm。血液型はA型。富山県出身。

## 人物
- 趣味は旅行と映画鑑賞

- 特技は早寝早起きで遅刻しないこと。
- ダックスフンドのオス「ゆうたろう」を飼っている。

## 経歴
かつてテレビ東京系列で放送されていたASAYANのオーディション企画で、後にCHEMISTRYが誕生することになる「男子ヴォーカリストオーディション」に参加。新潟予選を通過したが、最終候補には上がらなかった。
2000年に宇崎竜童・阿木燿子プロデュースによりPOPS歌手ユニットGreeen Eyesのメンバーとしてデビュー。解散後は童謡歌手として活躍する。
2011年に始まった静岡県伊東市のケーブルテレビ局、「シーブイエー」制作の『ネッキーとあそぼう わんぱく☆パラダイス』の歌のお兄さんを務めた。また番組のオリジナルソングの作詞もしている。番組はテレビ放送だけではなくネット配信も行うとニコニコ動画で紹介された。また、2014年3月19日、この番組内のコーナー『天才画家ネキッチの絵描き歌』がマツコ&有吉の怒り新党のコーナー『新3大○○調査会』で紹介された。
特技はバルーンマジック。現在は、NHKプロモーション『日本の歌百選』にて童謡・唱歌を歌って全国をまわり、日本の歌を届ける活動を行っている。
2014年3月、国家資格看護師免許取得。歌手活動と並行して、「がん予防ライブ」検診受診勧奨イベントでMCとしても活動中。
2015年10月12日、愛知県の日進市民会館大ホールにて開催される『親子で歌いつごう　日本の歌百選ファミリーコンサート』に出演。2016年6月21日、葛飾エフエム放送のラジオ番組『松田おさむの歌謡大行進』に出演し、お兄さん時代の人気について語った。
2023年4月30日YouTube「ネッキー★チャンネル」開設。同日配信を開始する。ファンからの要望に応え開設したもの。
2023年5月2日、YouTubeチャンネルを開設したことをTwitterで告知、毎月第4日曜日に『ネッキーと歌おう 日本の童謡★百選♪」が配信される。

## 出演作品

### テレビ

#### 2006年
- 日本の歌百選（NHK）

#### 2011年
- ネッキーとあそぼう わんぱく☆パラダイス（シーブイエー、歌のお兄さん）

### ラジオ
- 横浜・湘南伝説（ラジオ日本、レギュラーレポーター）

#### 2005年
- 第87回全国高等学校野球選手権（ラジオ日本、メインレポーター）

#### 2006年
- 第88回全国高等学校野球選手権（ラジオ日本、メインレポーター）

#### 2016年
- 松田おさむの歌謡大行進（2016年6月21日放送分）

### YouTube

#### 2023年
- ネッキーと歌おう 日本の童謡☆百選♪（毎月第4日曜更新）

## 作詞作品
| 曲名               | 作曲       | タイアップ |
| ------------------ | ---------- | ---------- |
| きみだ～れ？       | 山口健一郎 |            |
| ゆめのかみひこうき | 山口健一郎 |            |
| プレゼント         | 山口健一郎 |            |

## 作品

### 音楽作品
| 枚  | 発売日        | タイトル                            | 販売形態 | 規格品版 | 最高位 | 備考                                  |
| --- | ------------- | ----------------------------------- | -------- | -------- | ------ | ------------------------------------- |
| 1st | 2000年9月     | みどりに逢いたくて                  | CD       |          |        | 宇崎竜童・阿木燿子プロデュース        |
|     | 2007年9月     | キラキラ☆キッズ体操                 | CD       |          |        | 明治図書より発売                      |
|     | 2012年10月5日 | みんな来るかい? ウマい国界!         | SEP      |          |        |                                       |
|     | 2011年7月23日 | わんぱく☆パラダイス Vo.1            | CD       |          |        |                                       |
|     | 2012年4月18日 | わんわんおにゃんにゃんお / このまち | CD       |          |        | はじまるよ、わんぱく☆パラダイスも収録 |

### 映像作品
- たのしい手あそびうたDVDブック（宝島社 2007年9月発売）
- 新　たのしい手あそびうた（宝島社 2010年1月発売）

## タイアップ
| 楽曲                          | タイアップ                                                               | 時期                  | 収録作品                            |
| ----------------------------- | ------------------------------------------------------------------------ | --------------------- | ----------------------------------- |
| みどりに逢いたくて            | 「第18回全国都市緑化フェア」 イメージソング                              | 2000年9月             |                                     |
| 紙ヒコーキに夢をのせて        | 北陸朝日放送「 第83回全国高等学校野球選手権 」イメージソング             | 2001年7月             |                                     |
| GO TO DREAM                   | ラジオ日本「第88回全国高等学校野球選手権 」イメージソング                | 2006年7月             |                                     |
| みんな来るかい？ ウマい国界！ | 長野県のレストラン「国界」のイメージソング                               | 2012年10月 -          |                                     |
| はじまるよ                    | シーブイエー「ネッキーとあそぼう わんぱく☆パラダイス」オープニングテーマ | 2011年4月 - 2012年9月 | わんぱく☆パラダイス Vo.1            |
| わんぱく☆パラダイス           | シーブイエー「ネッキーとあそぼう わんぱく☆パラダイス」エンディングテーマ | 2011年4月 - 2012年9月 | わんぱく☆パラダイス Vo.1            |
| わんわんおにゃんにゃんお      | シーブイエー「ネッキーとあそぼう わんぱく☆パラダイス」挿入歌             |                       | わんわんおにゃんにゃんお / このまち |
| このまち                      | シーブイエー「ネッキーとあそぼう わんぱく☆パラダイス」挿入歌             |                       | わんわんおにゃんにゃんお / このまち |